# Ascotis antelmaria
Ascotis antelmaria là một loài bướm đêm trong họ Geometridae.